# Broomfield, Somerset
Broomfield är en ort och civil parish i Storbritannien.   Den ligger i grevskapet Somerset och riksdelen England, i den södra delen av landet, 210 km väster om huvudstaden London. Broomfield ligger 205 meter över havet och antalet invånare är 249.
Terrängen runt Broomfield är platt åt sydost, men åt nordväst är den kuperad. Broomfield ligger uppe på en höjd. Runt Broomfield är det ganska tätbefolkat, med 207 invånare per kvadratkilometer. Närmaste större samhälle är Taunton, 7,5 km söder om Broomfield. Omgivningarna runt Broomfield är en mosaik av jordbruksmark och naturlig växtlighet.